# Centrale elettrica di Eggborough
La centrale elettrica di Eggborough era una centrale elettrica a carbone situata nel North Yorkshire, in Inghilterra, in grado di bruciare anche biomassa. Situata sul fiume Aire, tra le città di Knottingley e Snaith, prese il nome dal vicino villaggio di Eggborough. Aveva una capacità di generazione di 1.960 megawatt, abbastanza per alimentare 2 milioni di case, equivalenti all'area di Leeds e Sheffield.
La centrale, una delle Hinton Heavies, iniziò a generare energia nel 1967, sfruttando le vicine riserve di carbone. Fu costruita e inizialmente gestita dalla Central Electricity Generating Board. È stata chiusa nel settembre 2018 e i lavori di demolizione sono iniziati nel 2020, con le otto torri di raffreddamento ad essere abbattute per prime nel 2021. La Bunker Bay è stata demolita il 6 marzo 2022, la DA Bay il 1º giugno 2022 e la ciminiera e la sala caldaie il 24 luglio 2022. Si progetta di sostituirla con una centrale elettrica a gas da 2.500 megawatt.

## Storia

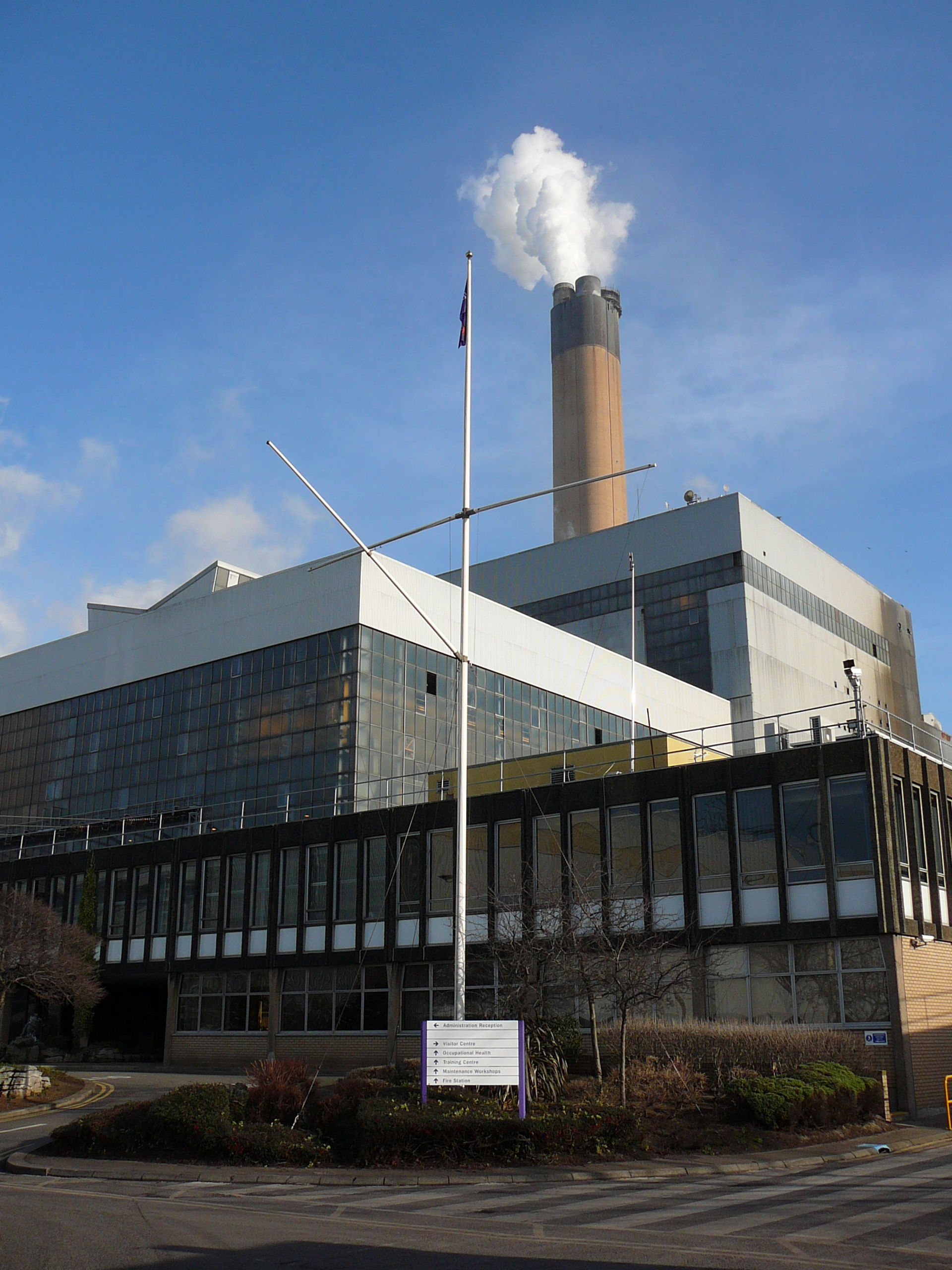
Centrale elettrica di Eggborough

### Costruzione
La centrale elettrica di Eggborough fu proposta per la prima volta insieme alla centrale elettrica di Ferrybridge "C" nell'aprile 1961. La costruzione fu autorizzata all'inizio del 1962, e comprendeva la demolizione di Sherwood Hall. L'architetto era George Hooper di Sir Percy Thomas & Son. Ampie distese di rivestimenti in alluminio e vetrate scure erano destinate a dare "un'espressione architettonica fredda e definita che contrastasse sottilmente con le torri di cemento caldo e il camino con il cappuccio nero". La costruzione fu completata nel 1967.
La centrale è stata progettata per ospitare quattro unità di combustibile polverizzato a carbone da 500 megawatt (MW), dando alla stazione una potenza elettrica totale di 1.960 MW. La prima di queste unità venne collegata alla rete elettrica nazionale nel febbraio 1967. Le unità 2, 3 e 4 entrarono tutte in servizio entro il 1970.
La centrale fu ufficialmente aperta dal generale di brigata Kenneth Hargreaves il 18 settembre 1970, una volta che tutte le unità furono in funzione.

### Specificazione
C'erano quattro caldaie con potenza nominale di 550 kg/s. Le condizioni del vapore erano 158,58 bar a 568/568°C. Le unità 3 e 4 erano dotate di apparecchiature di desolforazione dei gas di combustione, che hanno ridotto le emissioni di anidride solforosa delle unità di circa il 90%.
C'erano 4×17,5 MW Turbine a gas Bristol Siddeley ausiliarie: queste furono messe in funzione per la prima volta nel maggio 1967.
La centrale elettrica di Eggborough era rifornita di carburante tramite una diramazione lunga 1½ miglio dalla linea Wakefield e Goole. Le strutture ferroviarie comprendevano un incrocio rivolto a ovest sulla linea Goole, due linee di scarico del carbone (n. 1 e n. 2), ponti di pesatura a peso lordo e a tara, una tramoggia, una linea di scarico del calcare e una linea di scarico del petrolio.
Le otto torri di raffreddamento alte 90 metri erano disposte in due file di quattro situate a nord dell'edificio principale della centrale elettrica. Era presente una singola ciminiera alta 200 metri (completata nel 1966) e situata ad est dell'edificio principale. La stazione di commutazione elettrica, invece, era situata a sud dell'edificio principale.
Nel 2005 è stato effettuato un ammodernamento della turbina per aumentare l'efficienza e la flessibilità della stazione migliorando il funzionamento a carico parziale e su due turni.
Nel 2007 la stazione impiegava circa 300 persone, oltre ai dipendenti appaltatori.

### Smaltimento delle ceneri
Come la centrale elettrica di Ferrybridge, Eggborough smaltiva le ceneri del processo di combustione in un appezzamento di terra chiamato Gale Common Ash Disposal, situato a sud della linea ferroviaria, della M62 e del Aire and Calder Navigation. L'area copriva 1,5km²
e fu progettata da Brenda Colvin come una collina con dei contorni (si dice che si sia ispirata al forte di Maiden Castle Hill nel Dorset). La collina raggiunge un'altezza di 50m e si distingue tra il paesaggio piuttosto piatto di questa parte del North Yorkshire.

## Proprietà
La centrale fu costruita e inizialmente gestita dalla Central Electricity Generating Board, divenne poi proprietà della National Power con la privatizzazione del settore nel 1990.
Nel 2000, la British Energy ha acquistato la centrale elettrica di Eggborough, sua unica centrale elettrica a carbone, per dotarsi di un impianto di produzione di energia più flessibile da affiancare alle sue centrali nucleari, al fine di ridurre i rischi di sanzioni derivanti dai nuovi accordi commerciali sull'elettricità introdotti nel marzo 2001. L'acquisto di Eggborough avvenne nel momento di massimo splendore del mercato delle centrali elettriche ma nel 2002 il valore della centrale fu svalutato della metà.
All'inizio del 2009, Électricité de France (EDF) ha acquistato British Energy. Nell'agosto del 2009, si delineò la possibilità di concretizzare l'acquisto della centrale da parte dei creditori entro l'aprile successivo, per rispettare gli impegni assunti con la Commissione europea, quando avevano concordato l'acquisizione di British Energy. Il 1º aprile 2010, EDF ha quindi trasferito Eggborough ai detentori di obbligazioni dell'impianto.
Nel novembre 2014 è stato annunciato che la centrale elettrica sarebbe stata acquisita dalla holding ceca Energetický a průmyslový. L'acquisizione è stata finalizzata nel gennaio 2015.
Nel giugno 2019, il gruppo di sviluppo immobiliare e di investimento St Francis ha acquisito 130 acri del sito per una somma non rivelata. Eggborough Power Limited ha mantenuto alcuni terreni nelle vicinanze con l'intenzione di costruire una nuova centrale elettrica a gas.

## Chiusura
Nel settembre 2015, i proprietari hanno annunciato che l'impianto avrebbe smesso di produrre energia elettrica entro la fine di marzo 2016. Tuttavia, meno di due mesi prima della chiusura, nel febbraio 2016, è stato annunciato che l'impianto avrebbe continuato a funzionare per almeno altri dodici mesi, fino a marzo 2017. Verso la fine del 2013, c'erano stati dei piani per convertire la stazione alla biomassa, tuttavia i piani sono stati abbandonati dopo che la transizione non è stata identificata come "provvisoriamente conveniente".
Il 1º agosto 2016 è stato annunciato che un'ulteriore unità sarebbe stata disponibile per la produzione da metà settembre 2016. Le unità 1 e 2 genereranno per National Grid nell'ambito dei contratti di riserva di bilanciamento supplementare, fornendo 775 MW. L'unità 4 è tornata in funzione commerciale il 16 settembre 2016 per generare 440 MW sul mercato all'ingrosso dopo sei mesi di profonda manutenzione.

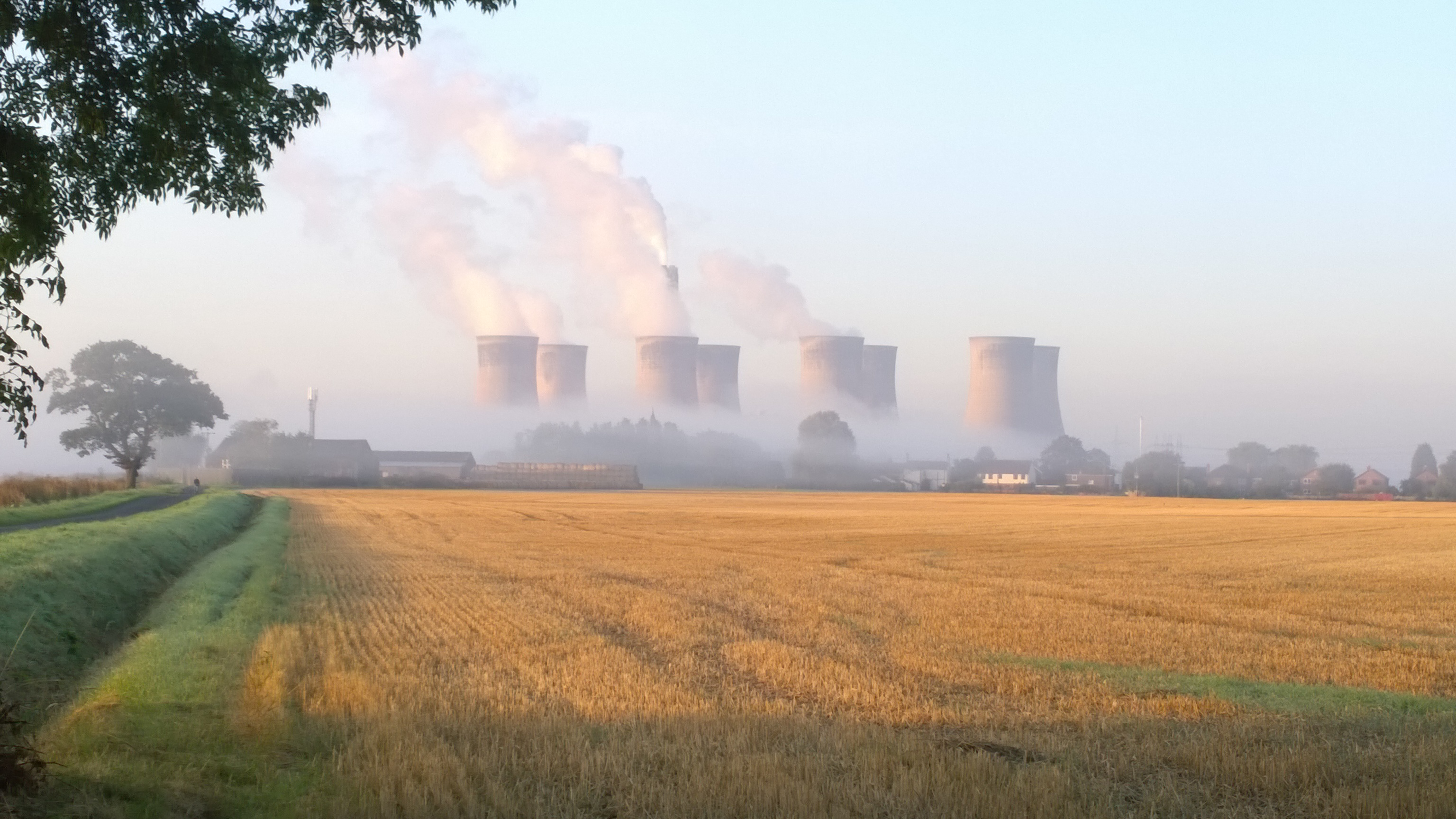
Centrale elettrica di Eggborough, settembre 2016

Il 26 agosto 2016, Eggborough Power Limited (EPL) ha proposto di sviluppare una nuova centrale elettrica a gas sul sito della sua centrale elettrica a carbone esistente. La nuova centrale elettrica sarebbe un impianto a ciclo combinato con turbina a gas o "CCGT" con tre unità che generano 2.000 MW. I piani generali per il nuovo sviluppo prevedevano la demolizione del sito alimentato a carbone e la costruzione di un nuovo collegamento del gas. Il permesso per la costruzione della nuova centrale elettrica è stato concesso dal governo del Regno Unito nel settembre 2018.
Il 2 febbraio 2018 è stato annunciato che Eggborough avrebbe chiuso il settembre successivo. La centrale elettrica di Eggborough ha smesso di generare energia e si è de-sincronizzata il 23 marzo 2018. Il generatore 4 era l'ultima unità operativa ed è stato dichiarato non disponibile alle 02:00. La centrale elettrica di Eggborough è stata acquistata da St Francis Group nel 2019, con un piano di demolizione e costruzione di un magazzino al suo posto.
Nel luglio 2021, circa un miglio di binari ferroviari ridondanti è stato donato e trasferito alla Wensleydale Railway.

### Demolizione
Verso la fine del 2019 sono iniziati i lavori di bonifica dei materiali dal deposito del carbone, a cui è seguita la rimozione dell'amianto e la preparazione delle torri per la demolizione.
Il 1º agosto 2021, poco dopo le ore 08:00, quattro delle otto torri di raffreddamento sono state demolite nell'ambito dei lavori di riqualificazione del sito. Il 10 ottobre 2021 alle ore 09:00 sono state demolite le ultime quattro torri di raffreddamento.
Il 6 marzo 2022 è stato demolito l'edificio adibito a deposito del carbone, noto come "Bunker Bay". La demolizione è stata effettuata dall'impresa DSM con sede a Birmingham. La Turbine Hall è stata smantellata prima della demolizione della DA Bay, prevista per giugno 2022.
Il 1º giugno 2022 è stata demolita una sezione della sala caldaie nota come "DA Bay".
Il 24 luglio 2022, alle ore 10:00, sono stati demoliti il comignolo e la centrale termica principale. Questa fu l'ultima demolizione con esplosivi sul sito.
Una volta completati i lavori di demolizione, si prevede che diventi un sito industriale noto come 'Core 62'.

## Utilizzo nei media
Verso la fine del 2018, la centrale dismessa è stata utilizzata come location per le riprese del film Fast and Furious, Hobbs & Shaw.